# Tetrapterys dillonii
Tetrapterys dillonii är en tvåhjärtbladig växtart som beskrevs av W.R. Anderson. Tetrapterys dillonii ingår i släktet Tetrapterys och familjen Malpighiaceae. Inga underarter finns listade i Catalogue of Life.